# Green Eyes (pel·lícula de 1934)
Green Eyes és una pel·lícula estatunidenca de 1934 de Chesterfield Pictures dirigida per Richard Thorpe. La pel·lícula està basada amb la novel·la de 1931 The Murder of Steven Kester de Harriette Ashbrook.

## Argument
Durant una festa de mascares Stephen Kester és trobat mort a l'armari de la seva habitació, amb tres punyalades a l'esquena. La sospita cau sobre tothom a la festa, especialment la néta de Kester, Jean i el seu promès Cliff Miller, que van fugir de la casa després d'haver desactivat tots els altres cotxes i tallat les línies telefòniques. Mentre l'inspector Crofton i el detectiu Regan investiguen, un escriptor de misteri, Bill Tracy, els acompanya i els ajuda.

## Repartiment
- Shirley Grey com Jean Kester
- Charles Starrett com Bill Tracy
- Claude Gillingwater com Stephen Kester
- John Wray com Inspector Crofton
- William Bakewell com Cliff Miller
- Dorothy Revier com Mrs. Pritchard
- Arthur Clayton com Roger Hall
- Aggie Herring com Dora
- Edward Keane com Raynor
- Edward Le Saint com banquer
- Robert Frazer com corredor de borsa